# Дајана Матесон
Дајана Беверли Матесон (рођена 6. априла 1984) је канадска професионална фудбалерка која тренутно игра за Канзас Сити у Националној женској фудбалској лиги (НВСЛ) и репрезентацији Канаде. Претходно је играла за Вашингтон Спирит у НВСЛ-у и Стромен тим у Топсериену, првенственој лиги у Норвешкој. Најпознатија је по постизању гола за бронзану медаљу за Канаду у 92. минуту против Француске на Летњим олимпијским играма 2012. године. Такође је са сениорском репрезентацијом освојила бронзану медаљу на Олимпијским играма у Рију 2016. и златну медаљу на Панамеричким играма 2011. године.